# 루블

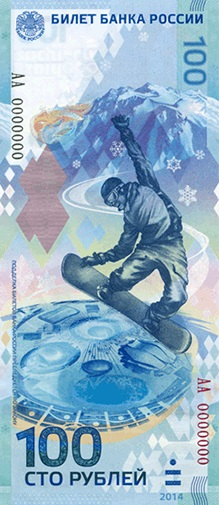
2013년 러시아에서 발행된 2014년 소치 동계 올림픽 기념 지폐

루블(러시아어: рубль, ruble)은 통화 단위 가운데 하나이다. 과거에는 러시아 제국, 소련의 통화 단위로 사용되었으며 현재는 러시아(러시아 루블), 벨라루스(벨라루스 루블)의 통화 단위로 사용되고 있다. 1 루블은 100 코페이카(러시아어: копейка, kopeyka)로 나뉜다.
루블은 "자르다"를 뜻하는 러시아어 동사인 '루비트'(러시아어: рубить)에서 유래된 이름이다. 키예프 루스에서 특정한 가치를 가진 은괴인 그리브나(гривна, grivna)는 화폐를 대신해서 널리 사용되었다.
1534년 모스크바 대공국의 이반 4세 대공이 화폐 개혁을 시행하면서 루블은 러시아의 통화 단위가 되었다. 1704년에는 러시아 제국의 표트르 1세 황제가 28g의 은화 루블은 새 100 코페이카 주화와 같은 가치를 갖는다는 내용의 화폐 개혁 정책을 시행했다. 1768년에는 예카테리나 2세 황제에 의해 지폐가 발행되었다.
1917년부터 1991년까지 존재했던 소련에서도 루블을 통화 단위로 정했다. 소련이 해체되면서 독립한 15개 공화국들은 자신만의 통화를 발행하게 되었다.
환율로 환산한다면 유로를 기준으로 할 경우, 1유로가 약 70.6 루블로 환산하기 때문에, 100루블은 1.42 €가 되는 셈이다.

## 현재 통용되는 루블
- 러시아 루블
- 벨라루스 루블
- 트란스니스트리아 루블

## 없어진 루블
- 소련 루블
- 아르메니아 루블
- 아제르바이잔 루블
- 라트비아 루블
- 타지키스탄 루블

## 사진

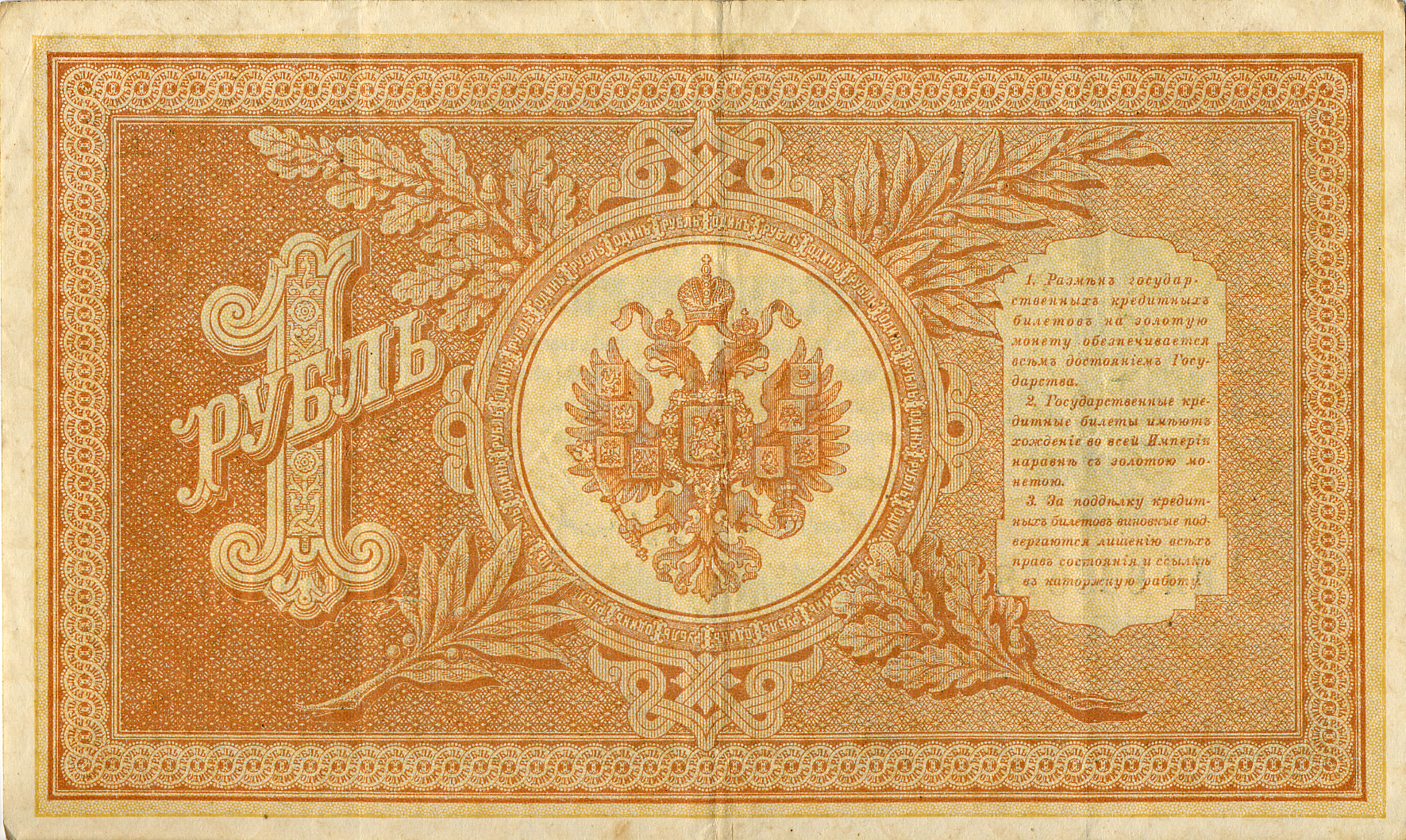
1898년에 발행된 러시아 제국의 1 루블 지폐
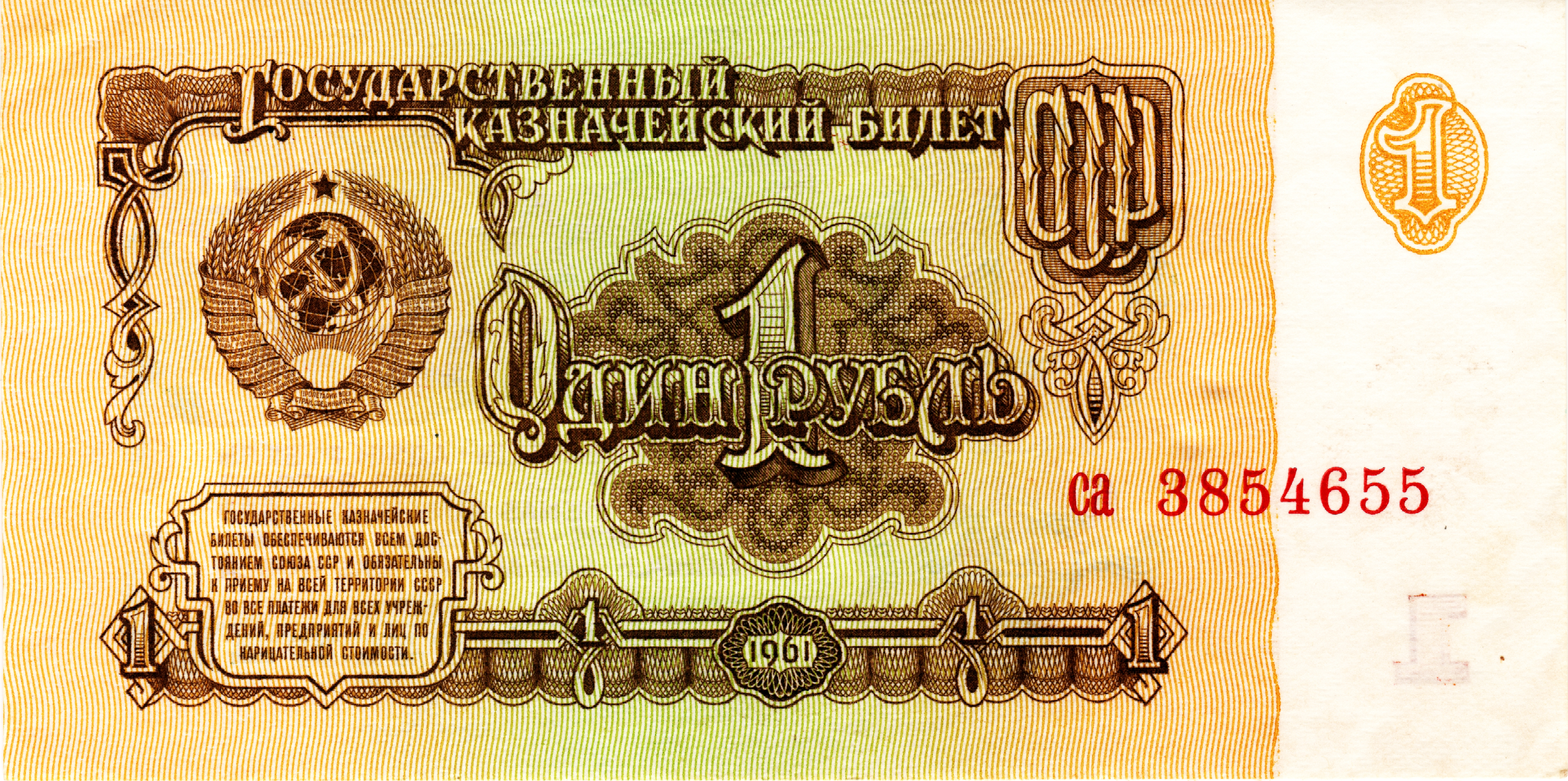
1961년에 발행된 소련의 1 루블 지폐
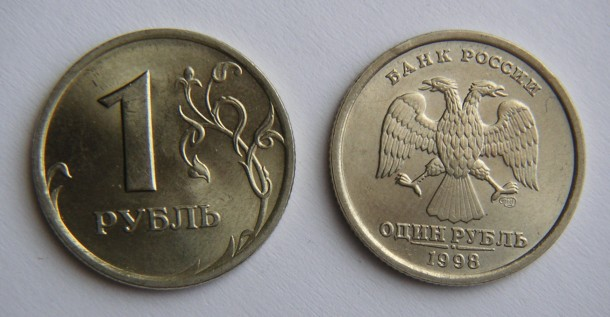
1998년에 발행된 러시아의 1 루블 주화
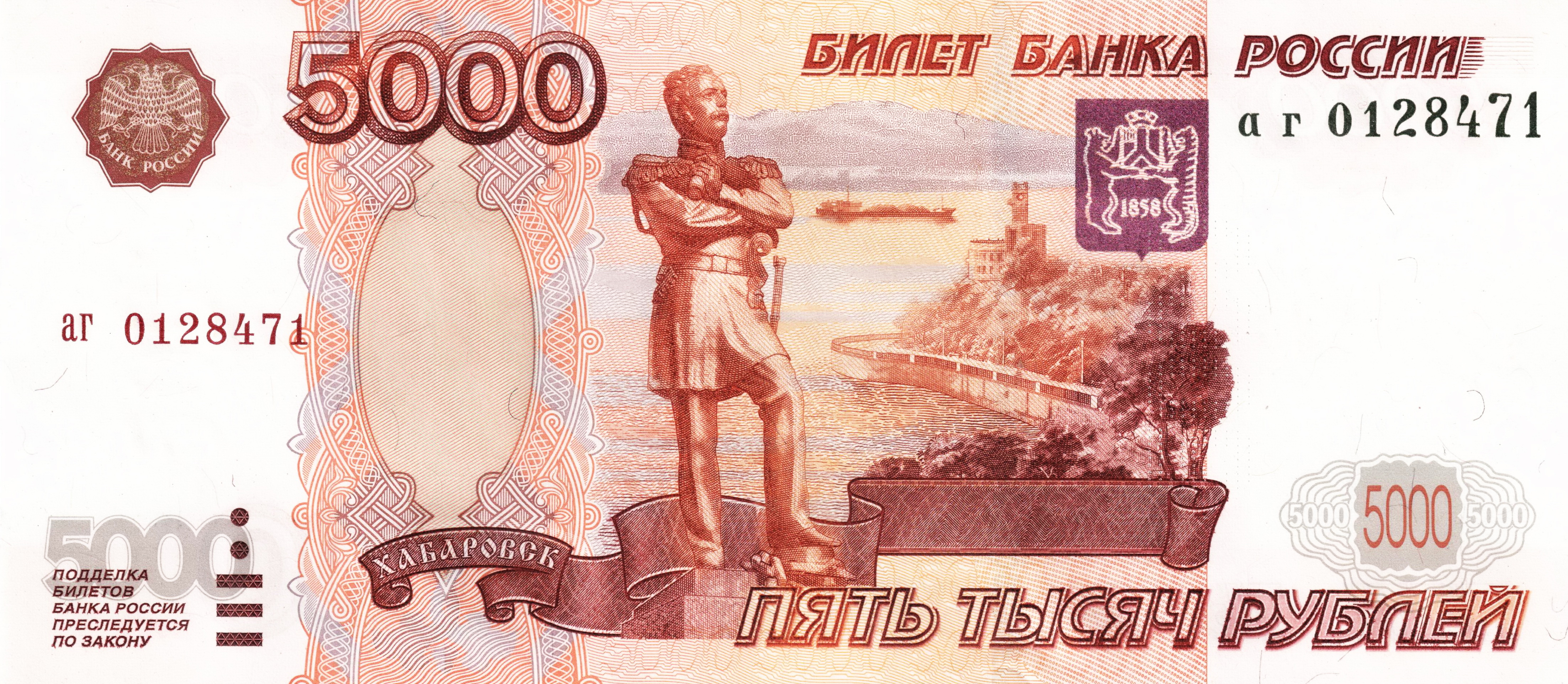
2006년에 발행된 러시아의 5,000 루블 지폐
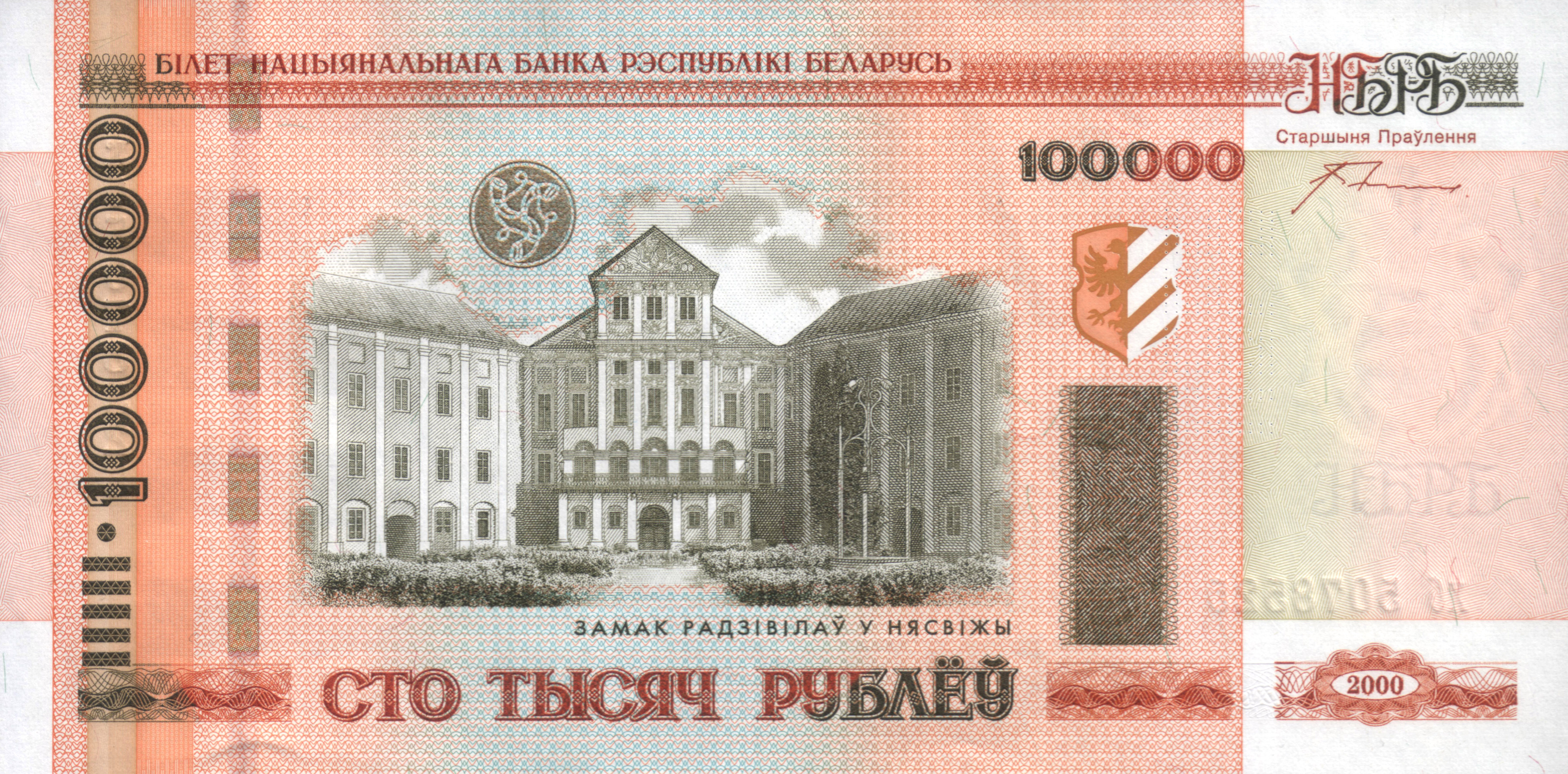
2000년에 발행된 벨라루스의 100,000 루블 지폐

## 같이 보기
- 루블 (동음이의)